# حصار باريس (1590)
وقع حصار باريس (7 مايو – 30 أغسطس 1590) أثناء الحروب الدينية الفرنسية عندما فشل الجيش الملكي الفرنسي بقيادة هنري نافار، وبدعم من الهوغونوتيين، في الاستيلاء على مدينة باريس من التحالف الكاثوليكي. تم تحرير باريس أخيرًا من الحصار على يد جيش كاثوليكي إسباني دولي تحت قيادة ألساندرو فارنيزي، دوق بارما.

## خلفية
بعد انتصاره على القوات الكاثوليكية بقيادة تشارلز دوق ماين وشارل من جيز دوق أومالي في معركة إيفري في 14 مارس، تقدم هنري نافار بقواته نحو هدفه الرئيسي وهو باريس، والتي كان الاستيلاء عليها سيسمح له بتأكيد مطالباته المتنازع عليها بالعرش الفرنسي. كانت باريس في ذلك الوقت مدينة كبيرة محاطة بسور يبلغ عدد سكانها حوالي 200 ألف إلى 220 ألف نسمة.

## الحصار
في السابع من مايو، حاصر جيش هنري المدينة، وفرض حصارًا عليها وأحرق طواحين الهواء لمنع وصول الطعام إلى باريس.  كان لدى هنري في هذه المرحلة ما يقرب من 12 ألفًا إلى 13 ألف جندي فقط، في مواجهة المدافعين الذين يقدر عددهم بنحو 30 ألفًا، معظمهم من الميليشيات. ونظرًا للكمية المحدودة من المدفعية الثقيلة التي جلبها هنري للحصار، فقد كان يُعتقد أن المدينة الكاثوليكية لا يمكن إجبارها على الاستسلام إلا من خلال التجويع.  وضع دفاع المدينة في أيدي الشاب تشارلز إيمانويل، دوق نيمور.
نصب هنري مدفعيته على تلال مونمارتر، وقصف المدينة من هناك. وفي يوليو، عززت قواته بوصول التعزيزات إلى 25 ألف جندي، وبحلول أغسطس كان قد اجتاح كل الضواحي خارج أسوار المدينة. حاول هنري التفاوض على استسلام باريس، لكن شروطه رُفضت واستمر الحصار.

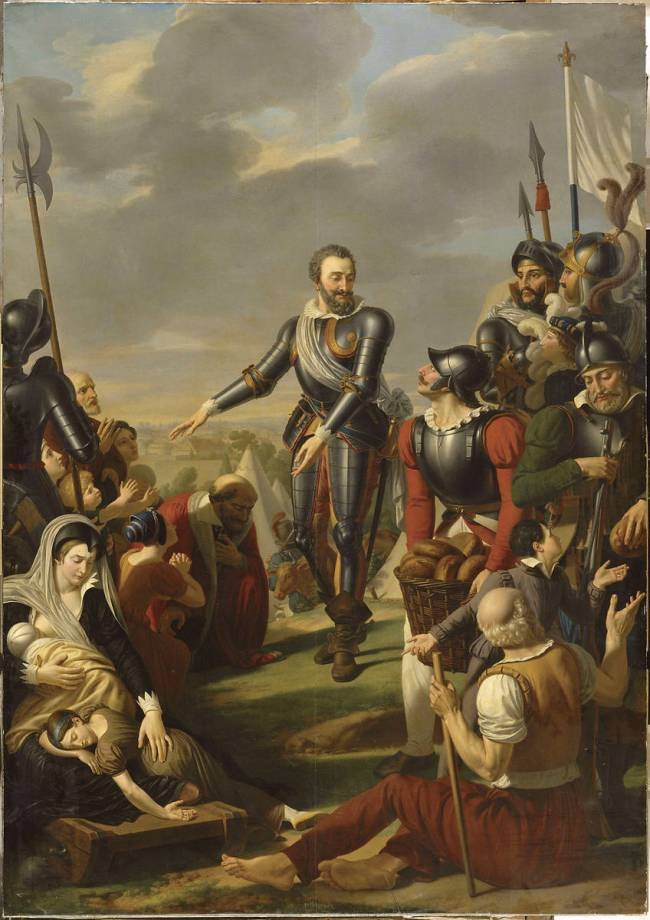
هنري الرابع أمام باريس في أغسطس 1590، لوحة بريشة جان شارل تارديو

في 30 أغسطس، وصلت أنباء إلى المدينة تفيد بأن جيش الإغاثة الإسباني الكاثوليكي بقيادة الجنرال دوق بارما كان في طريقه. تمكن جيش دوق بارما من كسر الحصار وإرسال الإمدادات الغذائية إلى المدينة. بعد فشل الهجوم النهائي على أسوار المدينة، رفع هنري حصاره وتراجع في 9 سبتمبر. وتشير التقديرات إلى أن ما بين 40 ألفًا إلى 50 ألفًا من السكان ماتوا أثناء الحصار، وكان معظمهم بسبب الجوع. لجأ البعض إلى أكل لحوم البشر بعد استهلاك جميع الحيوانات.

## العواقب
بعد فشله المتكرر في الاستيلاء على العاصمة باريس، تحول هنري الرابع إلى الكاثوليكية في عام 1593، ويقال إنه أعلن أن "باريس تستحق القداس". انقلب الباريسيون المنهكون من الحرب على المتشددين في التحالف الكاثوليكي، الذين واصلوا الصراع حتى بعد أن اعتنق هنري الكاثوليكية. رحبت باريس بفرح كبير بالملك البروتستانتي السابق هنري في عام 1594، وتوج ملكًا على فرنسا في ذلك العام. وبعد أربع سنوات أصدر مرسوم نانت في محاولة لإنهاء الصراع الديني الذي مزق البلاد.